# Línea 8 (Urbanos de Alcobendas-San Sebastián de los Reyes)
La línea 8 de la red de autobuses urbanos de San Sebastián de los Reyes une de forma circular la Urbanización Ciudalcampo con el exterior.

## Características
La línea tiene como objetivo conectar a los habitantes del interior de la Urbanización Ciudalcampo con los autobuses interurbanos de las paradas exteriores (línea 171, línea 193, entre otras). No existe ninguna línea interurbana que se adentre a la urbanización, al contrario de lo que ocurre con su pareja al otro lado de la A-1: la Urbanización Santo Domingo, que recibe el servicio de la línea 171 para ir y volver de Madrid.
Fue inaugurada el 1 de mayo del 2008, como respuesta a las peticiones de la Urbanización Ciudalcampo (por parte del ayuntamiento de San Sebastián de los Reyes) al CRTM de dotar de un servicio de autobús interno a la urbanización.
Antiguamente la línea estaba operada por Transportes Santo Domingo S.L pero en junio del 2017, ALSA adquiere dicha empresa y comienza a operar la concesión de dicha línea. Esta concesión tan solo contiene dos líneas: la ya mencionada L8 y el autobús interurbano línea 171.
Desde el 7 de marzo del 2022, la línea traslada su cabecera desde la previa parada 17944 - Paseo del Circuito - Plaza de Andrés Sánchez Cabello hasta la actual 12841 - Plaza de la Fuente - Urbanización Ciudalcampo.
Los autobuses urbanos de Alcobendas y San Sebastián de los Reyes siguen una numeración conjunta para evitar confusión de duplicidad de numeraciones en dos municipios tan cercanos y relacionados, especialmente con algunas líneas que circulan por ambos municipios (línea 2 y línea 5). Las líneas siguen una numeración progresiva del 1 al 11, pero a San Sebastián de los Reyes sólo le pertenecen los números 4, 7 y 8, quedando el resto de números: 1, 2, 3, 5, 6, 9, 10 y 11 para Alcobendas.
La línea circula brevemente por el término municipal de Colmenar Viejo, pero puesto que su recorrido mayoritario se encuentra en San Sebastián de los Reyes corresponde como una línea de dicho municipio. Como bien se expresa en la numeración interna del CRTM, recibe el número 8134. El primer dígito corresponde a la línea, en este caso la línea 8. Y los últimos tres dígitos corresponden al municipio por el que circula, en este caso 134 corresponde al municipio de San Sebastián de los Reyes.
Técnicamente algunas paradas se encuentran en el término municipal de Colmenar Viejo, debido a la extensión de terreno que tiene Colmenar Viejo entre San Sebastián de los Reyes y San Agustín del Guadalix. La Urbanización Ciudalcampo pertenece al término municipal de San Sebastián de los Reyes (aunque una porción de ella al norte entra en este terreno mencionado de Colmenar Viejo).
Existen 3 distintos recorridos circulares para la Urbanización Ciudalcampo que realiza esta línea. La principal realiza todo el recorrido circular por la urbanización recorriendo la periferia de la misma en sentido antihorario hacia el norte, adentrándose por algunas calles hacia la Avenida del Guadalix y continúa por la zona sur. Puesto que el recorrido circular completo es casi 1 hora, existen dos otros recorridos que omiten paradas intermedias. Estos recorridos son el itinerario norte y el itinerario sur. Como sus nombres indican, dan servicio a las zonas norte y sur de la urbanización.
El itinerario norte deja de realizar paradas al llegar a la Avenida del Guadalix y circula directamente a la cabecera. El itinerario sur realiza lo contrario, circula directamente de la cabecera a la Avenida del Guadalix, y de ahí empieza a realizar paradas.
Curiosamente, debido a la numeración conjunta de los autobuses urbanos de Alcobendas y San Sebastián de los Reyes, sólo Alcalá de Henares tiene también una línea urbana 8 en circulación, junto con San Sebastián de los Reyes.
La línea mantiene los mismos horarios todo el año (exceptuando las vísperas de festivo y festivos de Navidad).
Está operada por la empresa ALSA mediante la concesión administrativa VCM-102 - Madrid - Urbanización Santo Domingo (Viajeros Comunidad de Madrid) del Consorcio Regional de Transportes de Madrid.

### Sublíneas
Aquí se recogen todas las distintas sublíneas que ha tenido la línea L8. La denominación de sublíneas que utiliza el CRTM es la siguiente:
- Número de línea (8)
- Municipio por el que circula (134)
- Sentido de circulación (1 ida, 2 vuelta)
- Número de sublínea

Por ejemplo, la sublínea 8134103 corresponde a la línea 8, del municipio 134 (San Sebastián de los Reyes), sentido 1 (ida) y el número 03 de numeración de sublíneas creadas hasta la fecha.
| Ida     | Ruta | Itinerario                             | Vuelta  | Ruta                             | Itinerario                       |
| 8134101 | -    | Circular Ciudalcampo                   | 8134201 | No existe la ruta "-" de vuelta  | No existe la ruta "-" de vuelta  |
| 8134102 | in   | Circular Ciudalcampo, itinerario norte | 8134202 | No existe la ruta "in" de vuelta | No existe la ruta "in" de vuelta |
| 8134102 | is   | Circular Ciudalcampo, itinerario sur   | 8134203 | No existe la ruta "is" de vuelta | No existe la ruta "is" de vuelta |

## Horarios
| Todo el año                |                    |                     |
| Lunes a viernes laborables | Sábados laborables | Domingos y festivos |
| 07:35                      | 08:00              | 08:10               |
| 07:35                      | 08:40              | 09:00               |
| 08:10                      | 09:20              | 10:00               |
| 08:10                      | 10:00              | 11:00               |
| 08:45                      | 10:40              | 14:00               |
| 08:45                      | 12:20              | 15:00               |
| 09:30                      | 13:10              | 16:00               |
| 13:30                      | 14:00              | 17:00               |
| 14:30                      | 15:00              | 18:00               |
| 15:30                      | 16:00              | 19:00               |
| 15:30                      | 17:00              | 20:00               |
| 16:30                      | 18:00              | 21:00               |
| 16:30                      | 19:00              | 22:00               |
| 17:15                      | 20:00              |                     |
| 17:15                      | 21:00              |                     |
| 18:00                      | 22:00              |                     |
| 19:00                      |                    |                     |
| 20:00                      |                    |                     |
| 21:00                      |                    |                     |
| 22:00                      |                    |                     |

Paso por la Avenida del Guadalix:
- Itinerario normal: aproximadamente 30 minutos después de su salida de la Plaza de la Fuente. Duración del recorrido circular completo aproximadamente 1 hora.
- Itinerario norte: aproximadamente 30 minutos después de su salida de la Plaza de la Fuente. Duración del recorrido circular completo aproximadamente 35 minutos.
- Itinerario sur: aproximadamente 5 minutos después de su salida de la Plaza de la Fuente. Duración del recorrido circular completo aproximadamente 35 minutos.

## Recorrido y paradas
| Código | Zona | Localidad                  | Denominación                                         | Ubicación                         | Líneas de la parada |
| --- | ---- | -------------------------- | ---------------------------------------------------- | --------------------------------- | ------------------- |
| 12841 |      | Colmenar Viejo             | Plaza de la Fuente - Urbanización Ciudalcampo        | Plaza de la Fuente S/N.º          | 171 8               |
| El itinerario sur no realiza las siguientes paradas |      |                            |                                                      |                                   |                     |
| 18004 |      | Colmenar Viejo             | Calle de Yerupaja - Calle de Gredos                  | Calle de Yerupaja Nº7             | 8                   |
| 18005 |      | Colmenar Viejo             | Calle de Yerupaja - Calle del Aneto                  | Calle de Yerupaja Nº12            | 8                   |
| 18006 |      | Colmenar Viejo             | Calle de los Apalaches - Calle del Naranjo de Bulnes | Calle de los Apalaches Nº1        | 8                   |
| 18007 |      | Colmenar Viejo             | Calle del Naranjo de Bulnes - Calle de Ordiales      | Calle del Naranjo de Bulnes Nº38  | 8                   |
| 18008 |      | Colmenar Viejo             | Calle del Naranjo de Bulnes - Calle de Yerupaja      | Calle del Naranjo de Bulnes Nº40  | 8                   |
| 18009 |      | Colmenar Viejo             | Calle del Naranjo de Bulnes - Calle del Loira        | Calle del Naranjo de Bulnes Nº52  | 8                   |
| 18012 |      | San Sebastián de los Reyes | Paseo del Naranjo de Bulnes - Calle del Níger        | Paseo del Naranjo de Bulnes Nº64  | 8                   |
| 18013 |      | San Sebastián de los Reyes | Paseo del Naranjo de Bulnes - Calle del Amazonas     | Paseo del Naranjo de Bulnes Nº80  | 8                   |
| 18014 |      | San Sebastián de los Reyes | Paseo del Naranjo de Bulnes - Calle del Miño         | Paseo del Naranjo de Bulnes Nº98  | 8                   |
| 18015 |      | San Sebastián de los Reyes | Paseo del Naranjo de Bulnes - Calle Lena             | Paseo del Naranjo de Bulnes Nº106 | 8                   |
| 18016 |      | San Sebastián de los Reyes | Paseo del Perú - Paseo del Naranjo de Bulnes         | Paseo del Naranjo de Bulnes Nº114 | 8                   |
| 18017 |      | San Sebastián de los Reyes | Paseo del Perú - Calle del Nogal                     | Paseo del Perú Nº12               | 8                   |
| 18018 |      | San Sebastián de los Reyes | Paseo del Perú - Calle de la Jara                    | Paseo del Perú Nº22               | 8                   |
| 18019 |      | San Sebastián de los Reyes | Paseo del Perú - Paseo Serbales                      | Paseo del Perú Nº34               | 8                   |
| 18020 |      | San Sebastián de los Reyes | Paseo del Perú - Calle del Olmo                      | Paseo del Perú Nº60               | 8                   |
| 18021 |      | San Sebastián de los Reyes | Paseo del Perú - Paseo del Cerro del Toro            | Paseo del Perú Nº70               | 8                   |
| 18022 |      | San Sebastián de los Reyes | Calle del Gamo - Paseo del Cerro del Toro            | Calle del Gamo Nº3                | 8                   |
| 18023 |      | San Sebastián de los Reyes | Paseo del Embajador Nº102                            | Paseo del Embajador Nº121         | 8                   |
| 18024 |      | San Sebastián de los Reyes | Paseo del Embajador - Plaza del Hexágono             | Paseo del Embajador Nº131         | 8                   |
| 18025 |      | San Sebastián de los Reyes | Plaza del Hexágono - Calle Danubio                   | Plaza del Hexágono Nº1            | 8                   |
| 18026 |      | San Sebastián de los Reyes | Paseo del Naranjo de Bulnes - Plaza del Hexágono     | Paseo del Naranjo de Bulnes Nº103 | 8                   |
| 18027 |      | San Sebastián de los Reyes | Calle Arlanza - Paseo del Naranjo de Bulnes          | Calle Arlanza Nº31                | 8                   |
| 18028 |      | San Sebastián de los Reyes | Calle Arlanza - Calle Elba                           | Calle Arlanza Nº15                | 8                   |
| 18029 |      | San Sebastián de los Reyes | Calle Arlanza - Paseo de Narcea                      | Calle Arlanza Nº1                 | 8                   |
| El itinerario sur vuelve a realizar las siguientes paradas, pasa por esta parada aproximadamente 5 minutos después de salir desde la Plaza de la Fuente |      |                            |                                                      |                                   |                     |
| El itinerario normal pasa por esta parada aproximadamente 30 minutos después de salir de la Plaza de la Fuente                                          |      |                            |                                                      |                                   |                     |
| 18030 |      | San Sebastián de los Reyes | Avenida del Guadalix - Calle Arlanza                 | Avenida del Guadalix Nº10         | 8                   |
| El itinerario norte no realiza las siguientes paradas                                                                                                   |      |                            |                                                      |                                   |                     |
| 18031 |      | San Sebastián de los Reyes | Calle del Támesis - Paseo de Narcea                  | Calle del Támesis Nº2             | 8                   |
| 18032 |      | San Sebastián de los Reyes | Paseo de Narcea - Calle Ródano                       | Paseo de Narcea Nº14              | 8                   |
| 18033 |      | San Sebastián de los Reyes | Calle Danubio - Calle del Nervión                    | Calle Danubio Nº13                | 8                   |
| 18034 |      | San Sebastián de los Reyes | Calle Danubio - Avenida del Guadalix                 | Calle Danubio Nº1                 | 8                   |
| 18035 |      | San Sebastián de los Reyes | Avenida de las Encinas Nº15                          | Avenida de las Encinas Nº15       | 8                   |
| 18036 |      | San Sebastián de los Reyes | Avenida de las Encinas - Calle del Águila            | Avenida de las Encinas Nº27       | 8                   |
| 18037 |      | San Sebastián de los Reyes | Avenida de las Encinas - Calle del Ciervo            | Avenida de las Encinas Nº35       | 8                   |
| 18038 |      | San Sebastián de los Reyes | Paseo Rebeco - Avenida de las Encinas                | Paseo Rebeco Nº3                  | 8                   |
| 18039 |      | San Sebastián de los Reyes | Paseo Rebeco - Calle del Oso                         | Paseo Rebeco Nº16                 | 8                   |
| 18040 |      | San Sebastián de los Reyes | Paseo del Embajador - Paseo Rebeco                   | Paseo del Embajador Nº77          | 8                   |
| 18041 |      | San Sebastián de los Reyes | Paseo del Embajador - Calle del Ciervo               | Paseo del Embajador Nº57          | 8                   |
| 18042 |      | San Sebastián de los Reyes | Paseo del Embajador - Calle del Alce                 | Paseo del Embajador Nº43          | 8                   |
| 18043 |      | San Sebastián de los Reyes | Paseo del Embajador - Calle del Águila               | Paseo del Embajador Nº35          | 8                   |
| 18044 |      | San Sebastián de los Reyes | Paseo del Embajador - Calle del Urogallo             | Paseo del Embajador Nº27          | 8                   |
| 18045 |      | San Sebastián de los Reyes | Paseo del Embajador - Calle Garza                    | Paseo del Embajador Nº17          | 8                   |
| 18046 |      | San Sebastián de los Reyes | Paseo del Embajador - Avenida de las Encinas         | Paseo del Embajador Nº1           | 8                   |
| 18047 |      | San Sebastián de los Reyes | Avenida de las Encinas - Calle del Cóndor            | Avenida de las Encinas Nº22       | 8                   |
| 18048 |      | San Sebastián de los Reyes | Avenida de las Encinas - Urbanización Puertas Verdes | Avenida de las Encinas Nº64       | 8                   |
| El itinerario norte vuelve a realizar la siguiente parada                                                                                               |      |                            |                                                      |                                   |                     |
| 12841 |      | Colmenar Viejo             | Plaza de la Fuente - Urbanización Ciudalcampo        | Plaza de la Fuente S/N.º          | 171 8               |